# پل-امیل لکو د بویسباودران
پل-امیل لکو د بویسباودران (انگلیسی: Paul-Émile Lecoq de Boisbaudran؛ زاده ۱۸ آوریل ۱۸۳۸ درگذشته ۲۸ مهٔ ۱۹۱۲) یک دانشمند اهل فرانسه بود.